# Adam van Foreest
Adam van Foreest (Emden, 18 december 1570 - Alkmaar, mei 1640) was raad in de vroedschap, thesaurier en burgemeester van Alkmaar, alsmede ontvanger der gemenelandsmiddelen van het Alkmaarse kwartier. Tevens was hij hoofdingeland van de Schermer.
Adam van Foreest werd geboren als de jongste zoon van Dirk van Foreest en Catharina Adamsdr van Deimen. Hij studeerde aan de universiteit van Padua en promoveerde aldaar in juni 1594. Op 4 januari 1598 trouwde hij te Alkmaar met Aleid Jacobs van Veen (overleden 3 november 1641), dochter van Jacob Willemsz van Veen en Maartje Jozefsdr. Zij kregen een dochter Hester die zou trouwen met Nicolaas de Bije, heemraad van de Heerhugowaard.
- Biografisch Portaal: 27528048
- Digitale Bibliotheek voor de Nederlandse Letteren: fore004
- Gemeinsame Normdatei: 1055688145
- Virtual International Authority File: 309711651
- WorldCat: E39PBJrgCWbcqDfhDXhxv8TPwC